# Orehovec Radobojski
Orehovec Radobojski is een plaats in de gemeente Radoboj in de Kroatische provincie Krapina-Zagorje. De plaats telt 300 inwoners (2001).